# 2000년대 홍콩
2000년대의 홍콩은 중국 치하에서 새로운 천년을 시작했다.

## 배경

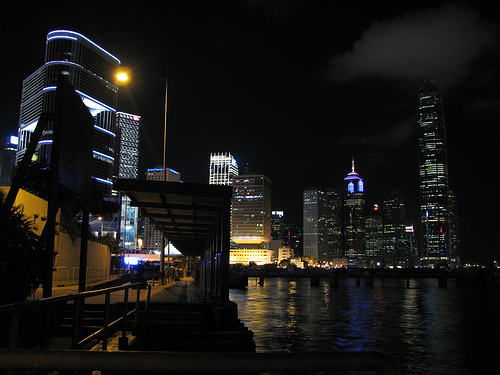
홍콩섬, 2006년

홍콩 반환 이후, 홍콩은 정치적, 경제적으로 일련의 문제에 직면했다. 정부는 보다 현대적인 이념과 민주주의를 채택하기 위해 일련의 개혁을 단행했지만, 많은 어려움을 겪었다. 중국으로의 권력 이양에도 불구하고, 시민들은 정부 운영 방식에 참여하며, 이 지역은 어느 정도의 자주권을 유지한다. 홍콩의 언론은 국가 통제하에 놓이지 않았지만, 많은 시민들은 언론이 자기 검열을 한다고 믿는다. 경제 또한 1997년 2.2%였던 실업률이 2000년 4.4%, 2003년 7.9%로 상승하며 이 기간을 시작했다. 경제는 2004년 이후 점차 회복되어 전체 실업률은 2008년 3.6%로 떨어졌지만, 2008년 마지막 분기의 세계 경제 침체로 인해 2009년에는 다시 5.4%로 상승했다.

## 정치
이 시기의 두 주요 정치 진영은 친베이징 진영과 범민주 진영이다.

### 기본법 제23조
2003년, 정부는 홍콩 기본법 제23조라는 제목의 반국가 전복법을 제안했다. 많은 사람들은 이 제안이 언론, 종교, 결사의 자유를 침해할 것이라고 우려했다. 행정장관 둥젠화와 그의 행정부의 낮은 인기, 경제 침체와 전염병 통제에 대한 불만이 겹치면서 2003년 7월 1일 추정치로 50만에서 100만 명의 사람들이 시위를 벌였으며, 이는 톈안먼 사건 이후 최대 규모였다. 몇몇 친정부 의원들이 법안 통과에 대한 지지를 철회하면서 제안은 무산되었다. 2003년 7월 6일, 자유당 대표 제임스 틴이 행정회의에서 사임하면서 결국 법안 철회와 행정장관의 "집권 동맹" 해체로 이어졌다. 제안된 법안을 오만하고 고압적으로 처리하여 강하게 비판받던 안보국장 레지나 입은 사임할 수밖에 없었다.

### 다른 시위들
홍콩 역사상 처음으로 2006년 7월 1일, 중국 인민해방군이 시내를 행진했다. 이 행진은 19개 친베이징 단체가 주도한 힘과 상징의 과시였다. 이 행진은 빅토리아 공원에서 시작된 축하 시위의 일부였다.

### 행정장관
중국공산당, 장쩌민의 축복을 받은 지도자 둥젠화의 사임을 요구하는 많은 목소리가 있었다. 둥은 기본법 제23조 반대 시위 20개월 후인 2005년 3월 10일까지 직책을 유지했다. 홍콩의 기본법은 둥이 3년을 더 재임할 수 있도록 허용했지만, 많은 이들은 베이징이 광범위한 대중의 불만과 그의 무능한 리더십으로 인해 그에게 사임을 강요했다고 추측했다. 2005년 홍콩 행정장관 선거는 영국 식민지 통치 시절 서열 2위의 공무원이었던 쩡인취안이 그 자리를 채웠다.

### 홍콩의 언론 통제
홍콩 기자협회가 실시한 설문조사에 따르면, 기자들의 58.4%는 홍콩의 언론 자유가 반환 이후 악화되었다고 생각하는데, 이는 주로 자기 검열과 정보 흐름에 대한 정부의 통제 강화 때문이라고 한다. 홍콩의 인터넷 검열은 주요 문제가 아니었다. 2009년 홍콩은 국제 언론 자유 지수에서 여전히 48위를 기록했다. 이는 여전히 중화인민공화국보다 훨씬 앞선 순위이다. 다른 자기 검열 사례로는 2009년 홍콩 방송국 포럼에서 주요 방송국인 TVB가 본토의 CCTV처럼 뉴스를 검열하여 CCTVB로 불린 사건이 있다. 불법으로 간주된 지역 시민 라디오는 통신국의 습격을 받았다.

## 금융
1997년 아시아 금융 위기는 2004년 7월까지 6년간 지속된 디플레이션 기간을 야기했다. 2008년 금융 위기는 홍콩 특별행정구의 금융 부문에 큰 피해를 입혔다. 리먼 브라더스의 파산은 이 지역에 큰 영향을 미쳤다. 세계에서 가장 높은 연봉을 받는 중앙은행 총재였던 홍콩 금융관리국의 총재 조지프 얌은 2009년에 사임했다. 전통적으로 홍콩 달러는 미국 달러에 고정되어 있다. 홍콩이 경제적으로 중국에 통합되어 있으므로 중국 위안에 고정해야 하는지에 대한 질문이 제기되었다. 그러나 위안화가 완전히 태환 가능하지 않기 때문에 위안화에 고정하면 혼란이 초래될 수 있다.

## 건물 및 기반 시설
2000년대 말, 높이 484m(1,588피트)의 국제상업센터 (ICC)는 홍콩에서 가장 높은 건물이었다. ICC 이전의 가장 높은 건물은 2003년에 완공된 높이 415m(1,362피트)의 제2 국제금융센터 (2 IFC)였다. 그 이전에는 1992년부터 높이 374m(1,227피트)의 센트럴 플라자가 홍콩에서 가장 높은 건물이었다.
2000년대 동안 홍콩 전역에서 많은 새로운 기반 시설 프로젝트가 완료되었다. 이러한 기반 시설의 예는 다음과 같다: 철도 - 2002년 MTR 정관오선 완료, 2003년 KCR 사이팃선, 2004년 KCR 마온산선, 2005년 MTR 디즈니선, 2005년 홍콩 공항철도의 아시아월드 엑스포 연장, 2007년 KCR 록마차우 지선, 그리고 2009년 훙함역에서 남청역까지 둥팃선과 사이팃선을 연결하는 까우룽 남부 연계선은 동침사추이역과 오스틴역을 경유한다. 주요 교량 및 터널 - 2000년 디스커버리 베이 터널, 2007년 남완 터널, 딥 베이 교량(홍콩-선전 서부 통로) 2007년, 이글스 네스트 터널과 사틴 헤이츠 터널 2008년, 그리고 스톤커터스 교 2009년.
다른 주요 기반 시설로는 세계에서 다섯 번째로 개장하고 도쿄 디즈니랜드에 이어 아시아에서 두 번째로 개장한 홍콩 디즈니랜드의 2005년 개장과 퉁충 신시가지와 응온핑 시장을 연결하는 곤돌라 리프트 시스템인 옹핑 360의 2006년 완공이 있다.

## 인구 통계

### 인구
2000년 홍콩의 인구는 6,900,000명이었다. 2006년 여름 인구는 6,994,500명이었지만, 인구 증가는 주로 중국 대륙 시민들의 이민에 기인한다. 또한 2006년, 출생률은 7.29로 CIA가 조사한 국가 목록 중 가장 낮았다. 2009년에는 홍콩의 인구 증가가 0.5%로 더욱 둔화되어 총 인구는 7,055,071명이었다. 다른 새로운 이민 주제로는 홍콩 거주권 문제, 우수이민자 유입 계획 또는 자본 투자 이민자 계획이 있다.

## 문화

### 엔터테인먼트
장국영과 매염방과 같은 아이돌 전설들의 사망은 광둥어 대중음악 산업을 뒤흔들었다. 2000년대 초반 그들의 죽음은 사람들의 사기를 더욱 떨어뜨렸다. 2008년 진관희 음란 사진 유출 사건은 아시아 최대 스캔들이라고 불리기도 했다. 다른 문화 현상으로는 젊은 여성 량모우 모델들의 부상이 있다.

### 자선 행사
홍콩 정부와 연예계는 이 10년 동안 여러 주요 자선 행사를 추진했다. 1:99 콘서트는 SARS 발병을 위해 개최되었다. 2005년 초, 인근 2004년 인도양 쓰나미 피해자들을 위한 대규모 구호 캠페인 콘서트가 열렸다. 이어서 2008년 쓰촨 대지진을 위한 아티스트 512 기금 모금 캠페인에서 홍콩 내에서 가장 많은 유명인이 모였다. 2009년에는 대만의 태풍 모라꼿을 위해 아티스트 512 기금 모금 캠페인이 열렸다.

## 스포츠
홍콩은 2008년 올림픽과 패럴림픽 승마 종목의 개최지였다. 이 종목들은 사틴의 포탄에 있는 홍콩 스포츠 학원에서 개최되었다. 성화 봉송 또한 홍콩과 마카오의 특별행정구를 통과했다. 다양한 스타와 유명인사들도 베이징의 개막식에 참석했다. 2009년 말, 홍콩은 첫 동아시아 경기 대회를 개최했다. 이 대회는 빅토리아항 물 위에서의 공연으로 시작되었다.

## 사회
2008년부터 시작된 몽콕 염산 투척 사건은 높은 건물에서 산을 던지는 일련의 사건을 야기했다. 정부는 또한 고층 건물 창문과 지붕에서 무작위 물건을 던지는 많은 사건에 대한 노력을 강화했다. 홍콩 주택국은 이러한 투척 활동을 감시하기 위해 폐쇄회로 텔레비전 시스템을 설치하기 시작했다. 다른 사건으로는 "나는 자살을 연습하고 싶다"(我要（練習）自殺)라는 대규모 자살 페이스북 그룹의 생성이 있다. 이 그룹은 190명의 회원들에게 자살을 종용하기 전에 폐쇄되었다.

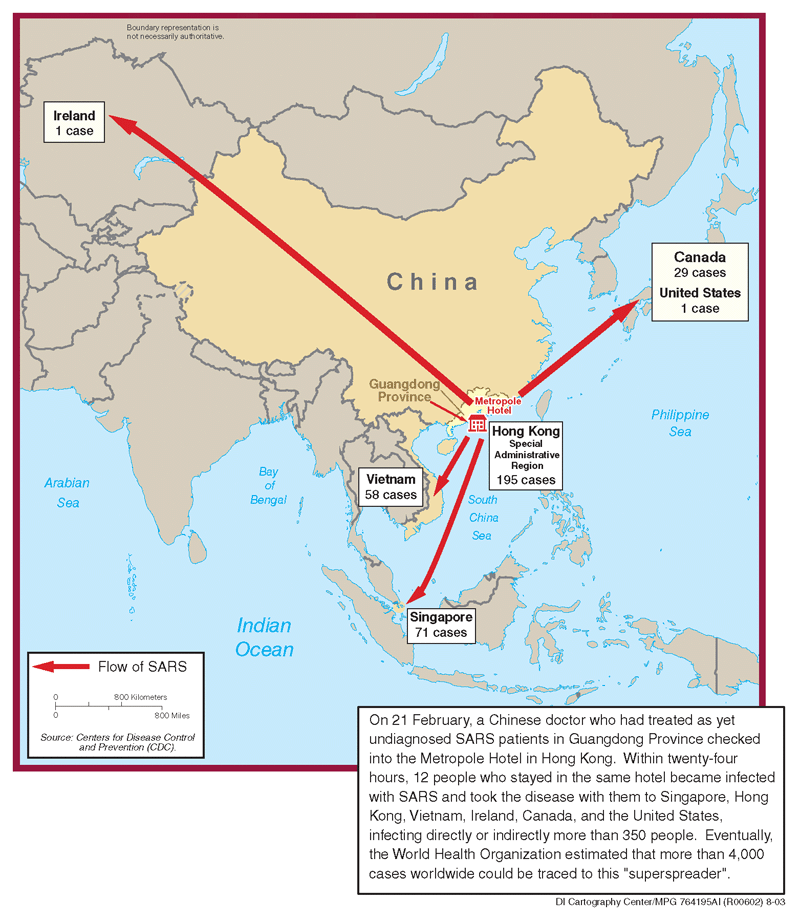
SARS 확산 현황

## 건강

### 독감 팬데믹
보건 당국은 1997년부터 조류독감 위기를 최우선 과제로 삼았다. 바이러스 확산을 통제하기 위해, H5N1 바이러스의 전 세계적 확산을 막기 위한 극단적인 조치로 수백만 마리의 닭이 살처분되었다. 이 위기는 2000년대 내내 계속될 일련의 공황을 초래했다. 가금류 소비량이 한동안 크게 감소했다. 1997년부터 100만 마리 이상의 조류가 살처분되었고, 2002년에는 86만 마리가 뒤따랐다. 신제 캄틴의 5개 농장에서 30만 마리와 20만 마리의 닭도 격리 과정에 포함되었다.
중국도 일련의 발병을 겪었으며, 팬데믹은 양 지역의 무역 관계를 긴장시켰다. 위기 대처에 대한 논란은 라디오 프로그램, TV, 신문에서 비판을 받았다. 홍콩과 중국 모두 2000년대 초반 국제적인 관심의 중심이었다. 특히, 보건복지식품국은 대규모 살처분 결정의 효과에 대해 끊임없이 질문 공세를 받았다. 수거되지 않은 죽은 가금류 봉투를 뜯어 먹는 들개, 쥐, 고양이도 정부에 대한 대중 관계 재앙을 만들었다. 2009년에는 돼지독감 팬데믹이 뒤따랐지만, 이번에는 시민들이 더 잘 대비했다.

### SARS 발병
중증급성호흡기증후군 (SARS)의 첫 의심 사례는 2003년 2월에 기록되었다. 홍콩은 2003년 6월 23일까지 세계보건기구의 영향을 받은 지역 목록에 남아 있었다. 도시는 전염병 내내 전염과 공포에 휩싸였다. 아이들은 집에 머물렀고, 학교는 문을 닫았다. 경제 활동은 크게 중단되었다. 식당은 텅 비었고, 관광은 중단되었다. 이 전염병은 1,700명 이상을 감염시켰고 299명의 목숨을 앗아갔다. 세계보건기구 사무총장으로서 마거릿 챈은 몇 가지 어려운 문제에 직면했다.

## 국제 관계

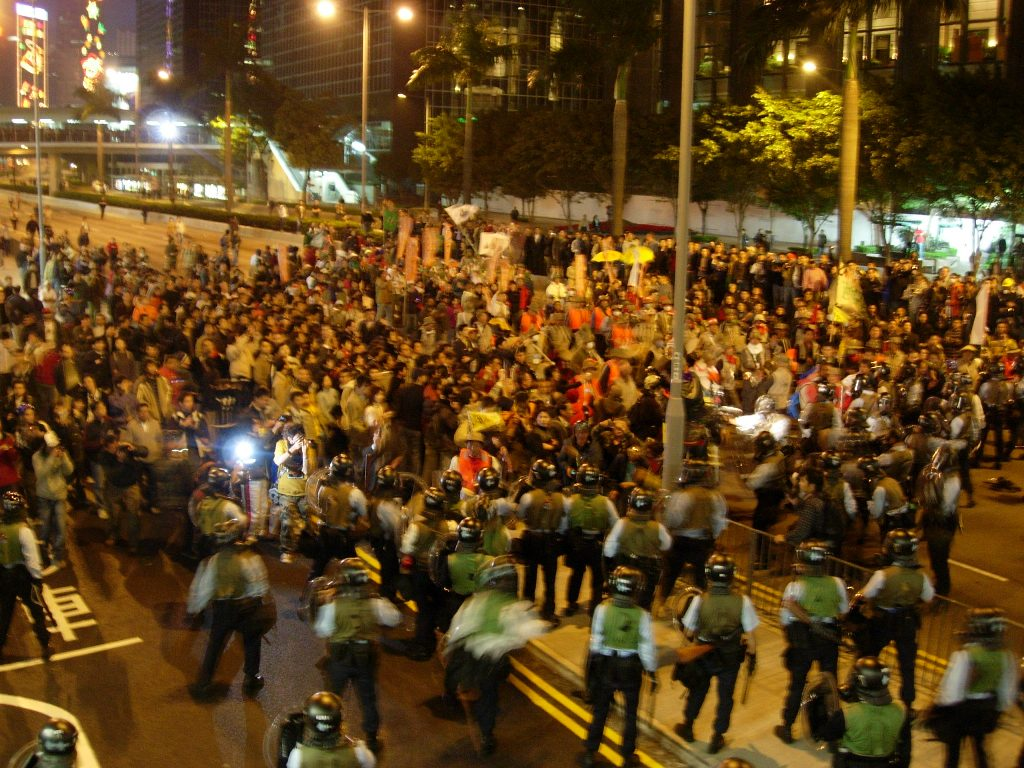
글로스터 로드를 점거한 2005년 WTO 회의 시위대

### WTO
2005년 세계무역기구 회의는 완자이에서 개최되었다. 홍콩 컨벤션 센터에서 148개국이 참여하여 이 지역에서 열린 국제 행사 중 가장 큰 행사 중 하나였다. 지정된 시위 구역에서 일련의 시위가 발생했고, 홍콩 경무처는 군중 통제를 위해 최루제와 페퍼 스프레이를 사용했다. 수많은 출처에서 이 세계적인 도시가 행사의 개최지가 되면서 이 회의를 "완자이 공성전"이라고 선포했다.